# Melissa Claire Egan
Melissa Claire Egan est une actrice américaine née le 28 septembre 1981 à Pound Ridge (New York). Elle est principalement connue pour son rôle de Chelsea Lawson dans le soap-opéra Les Feux de l'amour

## Biographie
Née le 28 septembre 1981, Melissa est le deuxième enfant de Marie et Dennis Egan. Elle a deux frères (un ainé et un cadet) nommés Ryan et Scott Egan. Elle est diplômée de l'Université de Caroline du Nord à Chapel Hill avec un baccalauréat en art dramatique.
Melissa a commencé sa carrière d'actrice en faisant des petites apparitions dans plusieurs séries télévisées populaires comme Dawson et Les Frères Scott.
Le 10 juillet 2006, elle fait ses débuts, dans un rôle régulier, sur le soap-opéra La Force du destin en interprétant le rôle d'Annie Novak Chandler.
Le 20 janvier 2011, Melissa déclare, sur sa page Facebook, qu'elle a décidé de quitter La Force du destin.
Le 3 octobre 2011, il a été annoncé que Melissa rejoindrait Les Feux de l'amour dans le rôle de Chelsea Lawson.
Fin janvier 2018 une rumeur court sur le possible départ de Melissa des feux de l'amour. C'est finalement le 31 janvier sur instagram et twitter que Melissa confirme son départ après 6 ans dans le feuilleton. Elle souhaite voir ce que l'avenir lui réserve et aimerait tourner dans d'autres séries et films. La dernière apparition de Chelsea dans le soap a eu lieu le vendredi 2 mars 2018 aux États-Unis. Elle revient cependant en juin 2019 dans le soap, suite en partie au retour du personnage d'Adam.

## Vie privée
Elle est fiancée avec Matt Katrosar depuis février 2013. Le couple s'est marié le 26 juillet 2014. Elle vit avec son mari à Los Angeles. Après une fausse couche en 2020, ils accueillent le 22 août 2021 leur premier enfant Caden Robert Katrosar. Le 14 juillet 2023, elle met au monde leur deuxième enfant, Jake Joseph Katrosar.
En janvier 2025, Melissa et Matt achètent une maison à Pacific Palisades. Seulement quelques semaines avant les incendies qui ont ravagé Los Angeles.

## Filmographie

### Cinéma
- 2008 : Wrestling : Ali Court
- 2009 : Un milliardaire à New York : Laura
- 2012 : Somewhere Slow : Claire
- 2013 : The Last Session : Brailey Honeycutt

### Télévision

#### Téléfilms
- 2019 : Le Noël des héros : Audrey Brown

#### Série stélévisés
- 2001 et 2003 : Dawson : Ilyse Todd / Une serveuse (saison 5, épisode 5 et saison 6, épisode 20)
- 2003 : Les Frères Scott : Melody / Lori (saison 1, épisodes 1 et 7)
- 2006-2011 : La Force du destin : Annie Novak Chandler (715 épisodes)
- 2010 : Esprits criminels : Tara Dice (saison 6, épisode 7)
- Depuis 2011 : Les Feux de l'amour : Chelsea Lawson
- 2012 : Men at Work : Jessica (saison 1, épisode 4)
- 2012 : Bones : Pamela Bartlett (saison 8, épisode 2)
- 2013 : We are Men : Rachel (épisode 7)
- 2015 : Misguided : Missy (saison 1, épisode 4)

## Distinctions

### Récompenses
- 2009 : Soap Awards France du meilleure nouveau personnage dans une série télévisée dramatique pour Les Feux de l'amour (2013-) dans le rôle de Chelsea Lawson.

### Nominations
- Daytime Emmy Awards 2009 : Meilleure actrice dans un second rôle dans une série télévisée dramatique pour La Force du destin (2006-2011).
- Daytime Emmy Awards 2011 : Meilleure actrice dans un second rôle dans une série télévisée dramatique pour La Force du destin (2006-2011).
- 39e cérémonie des Daytime Emmy Awards 2012 : Meilleure actrice dans un second rôle dans une série télévisée dramatique pour La Force du destin (2006-2011).
- 40e cérémonie des Daytime Emmy Awards 2013 : Meilleure actrice dans un second rôle dans une série télévisée dramatique pour Les Feux de l'amour (2013-) dans le rôle de Chelsea Lawson.
- 41e cérémonie des Daytime Emmy Awards 2014 : Meilleure actrice dans un second rôle dans une série télévisée dramatique pour Les Feux de l'amour (2013-) dans le rôle de Chelsea Lawson.
- 48e cérémonie des Daytime Emmy Awards2021 : Meilleure actrice dans une série télévisée dramatique pour Les Feux de l'amour (2013-) dans le rôle de Chelsea Lawson.
- 50e cérémonie des Daytime Emmy Awards 2023 : Meilleure actrice dans une série télévisée dramatique pour Les Feux de l'amour (2013-) dans le rôle de Chelsea Lawson.
- Daytime Emmy Awards 2025 : Meilleure actrice dans une série télévisée dramatique pour Les Feux de l'amour (2013-) dans le rôle de Chelsea Lawson.